# 陳胤叢
陳胤叢（？—？），號見心，河南開封府祥符县人，明朝政治人物。

## 生平
万历三十一年（1603年）癸卯科河南乡试舉人，三十二年（1604年）甲辰科进士，初授南太常寺博士，四十六年考選，四十八年授户科给事中，巡视京營。天启二年（1622年）养病，三年升湖廣右参议，养病。五年補吏科给事中，本年升工科右给事，会修皇极殿成，升礼科左给事，六年升大理寺右寺丞，寻升本寺少卿。以上疏弹劾魏忠贤，被削籍为民。崇祯即位，起復原官，后降清朝，補官为大理寺左少卿，致仕归，崇祀乡贤祠。